# Мерлін Голланд
Крістофер Мерлін Вівіян Голланд (англ. Christopher Merlin Vyvyan Holland) — англійський біограф та редактор. Син Вівіяна Голланда, єдиний внук Оскара Вайлда.

## Біографія
Народився у грудні 1945 року. Син Вівіяна Голланда та Телми Безант. Єдиний онук Оскара Вайлда та Констанс Ллойд.
Його матір — австралійська косметологиня, яка у 1940-х протягом десяти років стала особистою радницею з краси в Єлизавети II. 1895 року його бабуся, Констанс, змінила своє прізвище і прізвище дітей на Голланд після судових процесів проти Вайлда та його ув'язнення за «особливо непристойну поведінку», щоб у такий спосіб віддалити свою сім'ю від центру суспільної уваги.

## Творчість
Голланд досліджував життя Вайлда протягом більш ніж тридцяти років. Він став співредактором книги «Повне видання листів Оскара Вайлда» (англ. The Complete Letters of Oscar Wilde) Руперта Гарта-Дейвіса. Крім того, став редактором видання «Справжній суд оскара Вайлда» (англ. The Real Trial of Oscar Wilde), першої повної нецензурованої версії судових процесів Оскара Вайлда у 1895 році.
Голланд критикував біографію Оскара Вайлда, яку написав Річард Еллманн, оскільки вважав її неточною, зокрема, що стосується твердження, що Оскар Вайлд заразив Констанс сифілісом. Згідно з британською газетою «Ґардіан», Голланд має «нові докази з сімейних листів, які допомогли лікарям встановити точну причину смерті Констанс. У листах згадуються симптоми, що вказують на розсіяний склероз, який неправильно діагностований двома тодішніми лікарями. Один неназваний німецький лікар вдався до сумнівного лікування, а лікарка Луїджі Маріа Боссі провела невдалу операцію, яка невдовзі й спричинила смерть».
Голланд також видав «Альбоми Вайлда» (англ. The Wilde Album), який містив раніше не публіковані світлини Оскара Вайлда. У книзі розповідається, як скандал, спричинений судовими процесами Вайлда, повпливав на життя його сім'ї.
2006 року Мерлін Голланд видав книгу «Оскар Вайлд. Життя у листах» (англ. Oscar Wilde: A Life in Letters), а 2007 року — «Каву з Оскаром Вайлдом» (англ. Coffee with Oscar Wilde), вигадану розмову з Оскаром Вайлдом. 2008 року Голланд написав «Портрет Оскара Вайлда», який містив інформацію про Вайлда з рукописів та листів з колекції Люсії Маріє Саліс, яка зберігається у Морганівській бібліотеці та музею.
Крім того, Голланд також писав про вино і час від часу публікувався у журналах «Country Life» та «The Oldie».
У липні 2013 року здійснив промову, що відкривала симпозіум на тему Оскара Вайлда в Опері Санта-Фе. Після симпозіуму відбулася примара опери «Оскар», композитором якої став Теодор Моррісон, а автором лібрето — Джон Кокс.
2014 року театральна трупа «European Arts» здійснила тур Великою Британією з п'єсою Голланда, «Судові процеси Оскара Вайлда», написаної у співавторстві з Джоном О'Коннором.

## Особисте життя
Голланд живе у Бургундії, Франція, разом зі своєю другою дружиною. Його син, Лукіан Голланд (н.1979 від першої дружини Сари), вивчав класичну філологію у Макдаленському коледжі, що не завадило йому згодом стати програмістом.
Мерлін Голланд протягом деякого часу розглядав можливість зміни свого прізвища на Вайлд.